# The Eye of God (film)
The Eye of God è un film muto del 1916 diretto da Phillips Smalley e Lois Weber. Secondo Wid's, la regia sarebbe della sola Weber che firma anche la sceneggiatura ed è tra gli interpreti del film. Nel cast, appaiono anche Tyrone Power, Ethel Weber e Charles Gunn.

## Trama
In carcere, in attesa dell'esecuzione, Olaf, scrive le sue memorie. Ricorda la sua difficile vita di contadino e di come si sia innamorato di Renie, una ragazza che dovendo rimanere nel villaggio, aveva passato la notte in casa sua. Qualche tempo dopo, due uomini prendono una stanza in casa sua e lui, per derubarli, ne uccide uno e ferisce l'altro. Paul, il sopravvissuto, viene accusato del delitto e finisce in prigione. Olaf, il vero colpevole, sente su di sé "l'occhio di Dio" che lo perseguita: lascia così la sua fattoria, diventando un vagabondo. Nel frattempo, Renie, che era stata fidanzata con Paul, credendo nella sua innocenza, giura di trovare il vero assassino. Quando trova Olaf, di cui ha sempre sospettato, finge di amarlo per spingerlo a confessare. Lui cerca di non cedere, ma la donna, insistendo senza requie, lo porta allo sfinimento finché Olaf, stanco e disperato, finisce per confessare il suo delitto. Paul ritorna libero mentre Olaf rimane in attesa dell'ultimo giudizio.

## Produzione
Il film fu prodotto dalla Bluebird Photoplays (Universal Film Manufacturing Company).

## Distribuzione
Il copyright del film, richiesto dalla Bluebird Photoplays, Inc., fu registrato il 10 maggio 1916 con il numero LP8259.
Distribuito dalla Bluebird Photoplays (Universal Film Manufacturing Company), il film uscì nelle sale cinematografiche statunitensi il 5 giugno 1916.

### Conservazione
Non si conoscono copie ancora esistenti della pellicola che viene considerata presumibilmente perduta.